# Het Perfecte Plaatje
Het Perfecte Plaatje (trad. La Photo parfaite) est une émission de télévision néerlandaise diffusée sur RTL 4 depuis le 31 octobre 2016, d'octobre à décembre. Les candidats sont généralement annoncés au cours de l'été. Les enregistrements sont réalisés pendant cette période. Depuis 2022, une saison supplémentaire est diffusée au printemps sous le titre Het Perfecte Plaatje op reis (trad. La Photo parfaite en voyage). Les candidats sont généralement annoncés en janvier.

## Principe
Présenté par Tijl Beckand (en), le programme voit s'affronter des candidats, des personnalités néerlandaises connues. Cette bataille consiste à savoir qui peut le mieux photographier à un niveau professionnel et obtenir le meilleur cliché. Pour ce faire, ils utilisent diverses épreuves éliminatoires. Chaque épisode se concentre sur deux spécialisations différentes sur lesquelles les candidats doivent travailler, celles-ci sont liées à un sujet. Divers sujets sont abordés, comme les portraits de nus, la nature sauvage, sous l'eau, etc. Dans les spéciaux voyages, les spécialisations sont liées aux pays où ils sont filmés. Il existe un « coffre-fort », le jury peut sauver un candidat s'il l'estime nécessaire.

## Vainqueurs
Humberto Tan (nl) est le vainqueur de la première saison. Estelle Cruijff (nl) lui succède pour la deuxième saison. Patty Brard remporte la troisième saison devant Jim Bakkum. La quatrième saison voit Jamie Westland (nl) gagner. Bibi Breijman (nl) est la vainqueure de la cinquième saison. Patrick Martens lui succède pour la sixième saison.

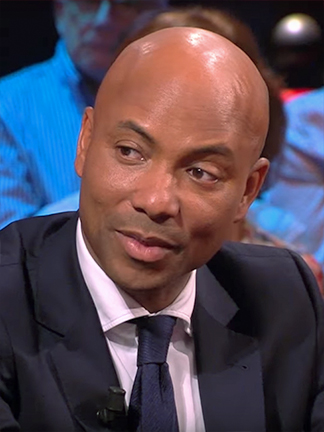
Humberto Tan
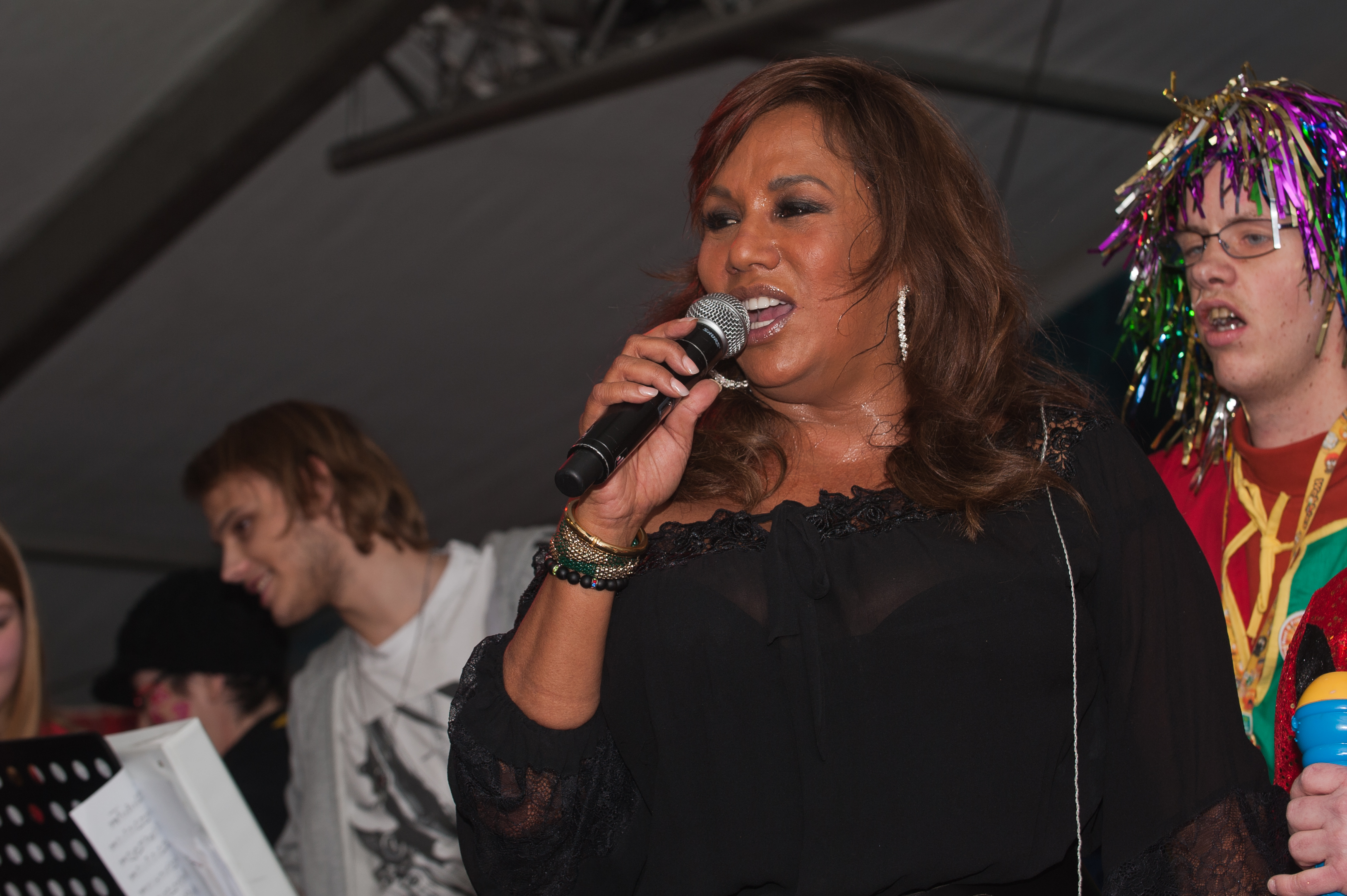
Patty Brard
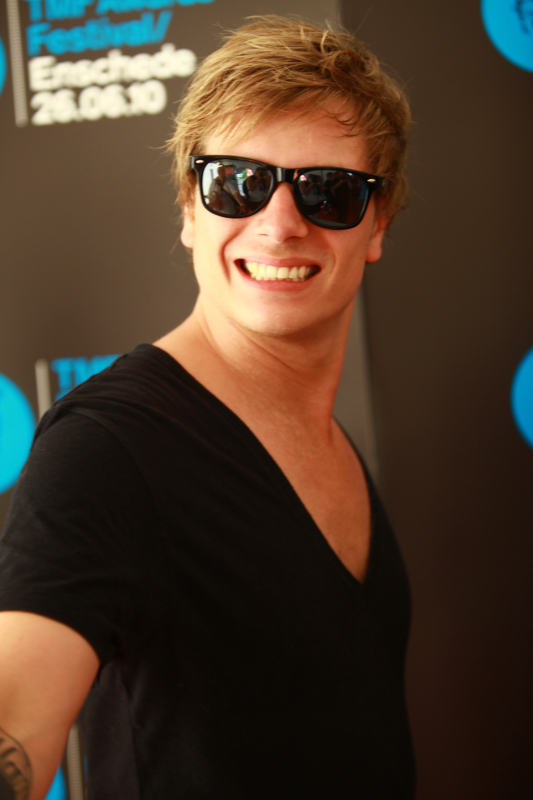
Jamie Westland
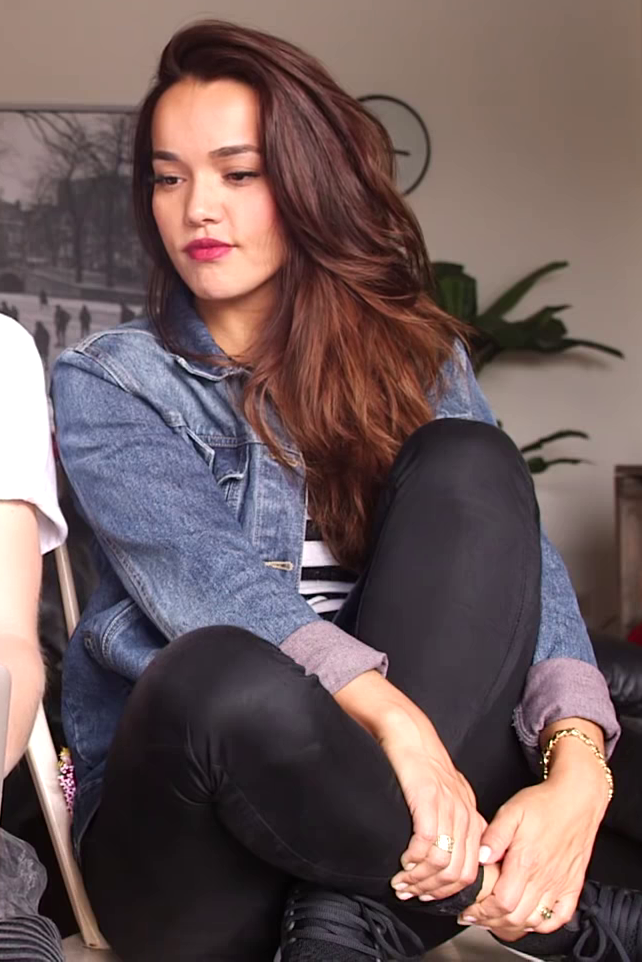
Bibi Breijman
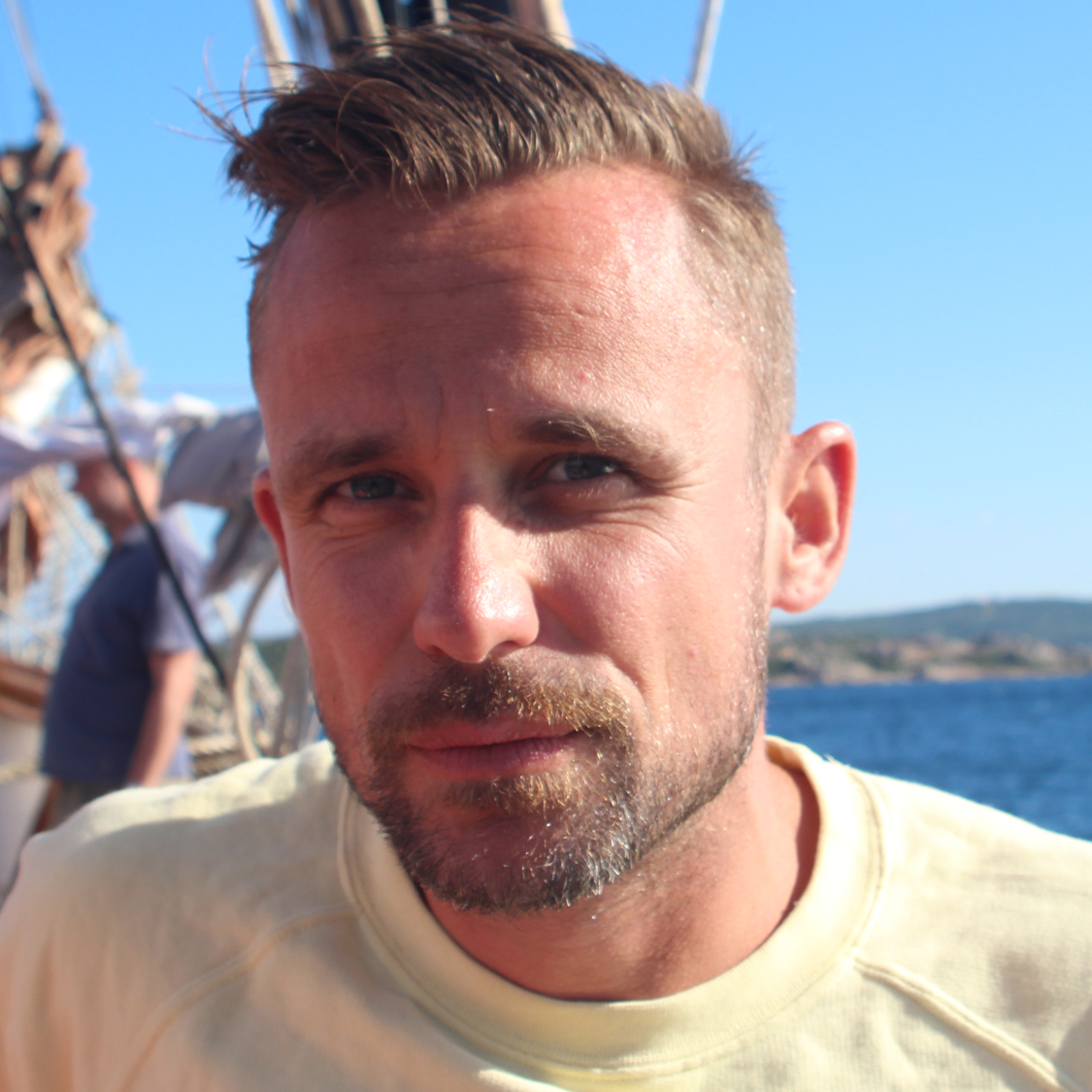
Patrick Martens

## Adaptations
En 2023, il est annoncé que le programme sera adapté en Belgique. La version flamande est diffusée sur Play4 et présentée par Manu Van Acker (nl). La première saison débute le 20 avril 2024.
En France, l'émission a été adaptée sans succès sous le nom La Photo parfaite,,. Diffusée sur M6 en août 2023, elle était présentée par Stéphane Rotenberg.